# Sébastien Toutant
Sébastien Toutant (Repentigny, 9 de noviembre de 1992) es un deportista canadiense que compite en snowboard, especialista en las pruebas de slopestyle y big air.
Participó en tres Juegos Olímpicos de Invierno, entre los años 2014 y 2022, obteniendo una medalla de oro en Pyeongchang 2018, en la prueba de big air.
Ganó una medalla de plata en el Campeonato Mundial de Snowboard de 2021, en la prueba de slopestyle. Adicionalmente, consiguió seis medallas en los X Games de Invierno.

## Medallero internacional
| Juegos Olímpicos   | Juegos Olímpicos            | Juegos Olímpicos | Juegos Olímpicos |
| Año                | Lugar                       | Medalla          | Prueba           |
| ------------------ | --------------------------- | ---------------- | ---------------- |
| 2018               | Pyeongchang (Corea del Sur) | Medalla de oro   | Big air          |
| Campeonato Mundial |                             |                  |                  |
| Año                | Lugar                       | Medalla          | Prueba           |
| 2021               | Aspen (Estados Unidos)      | Medalla de plata | Slopestyle       |

| X Games de Invierno | X Games de Invierno    | X Games de Invierno | X Games de Invierno |
| Año                 | Lugar                  | Medalla             | Prueba              |
| ------------------- | ---------------------- | ------------------- | ------------------- |
| 2011                | Aspen (Estados Unidos) | Medalla de oro      | Slopestyle          |
| 2011                | Aspen (Estados Unidos) | Medalla de plata    | Big air             |
| 2012                | Aspen (Estados Unidos) | Medalla de bronce   | Big air             |
| 2013                | Tignes (Francia)       | Medalla de oro      | Slopestyle          |
| 2016                | Aspen (Estados Unidos) | Medalla de plata    | Slopestyle          |
| 2017                | Oslo (Noruega)         | Medalla de bronce   | Slopestyle          |